# (3084) Кондратюк
(3084) Кондратюк (лат. Kondratyuk) — типичный астероид главного пояса, открыт 19 августа 1977 года советским астрономом Николаем Черных в Крымской астрофизической обсерватории и 2 апреля 1988 года назван в честь одного из основоположников космонавтики Юрия Кондратюка.

## Обнаружение и именование
(3084) Кондратюк
Открыт 19 августа 1977 года в Научном Н. С. Черных.
Назван в память об одном из советских пионеров ракетной техники и космонавтики Юрии Васильевиче Кондратюке (1897—1942), известном также своими работами в области электротехники. В честь Кондратюка также назван лунный кратер.
Оригинальный текст (англ.)3084 Kondratyuk
Discovered 1977-08-19 by Chernykh, N. at Nauchnyj.
Named in memory of Yurij Vasil'evich Kondratyuk (1897—1942), one of the Soviet pioneers in rocket technology and cosmonautics, known also for his work in electrical engineering. Kondratyuk is also honored by a lunar crater.
Источники: DISCOVERY.DB; M.P.C. 12970.

## Орбита

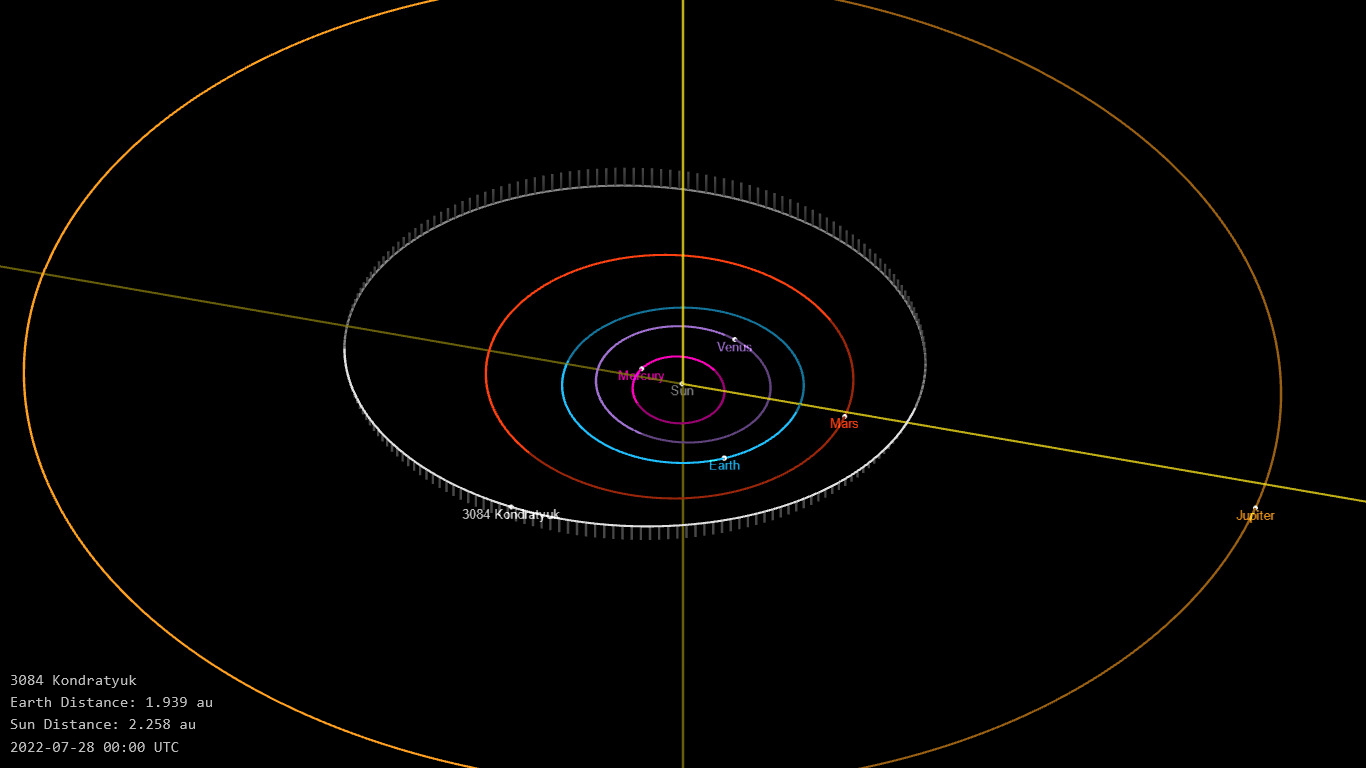
Орбита астероида Кондратюк и его положение в Солнечной системе

## Физические характеристики
Астероид относится к таксономическому классу S.
По результатам наблюдений системы телескопов панорамного обзора и быстрого реагирования Pan-STARRS, наблюдений системы последнего оповещения о столкновении астероида с Землей ATLAS и наблюдений космического телескопа Gaia абсолютная звёздная величина астероида сначала оценивалась равной 14,09±0,40m, позже — 13,68±0,065m и 14,08±0,098m, 13,18±0,53m.